# Tioacetale

Ogólne struktury
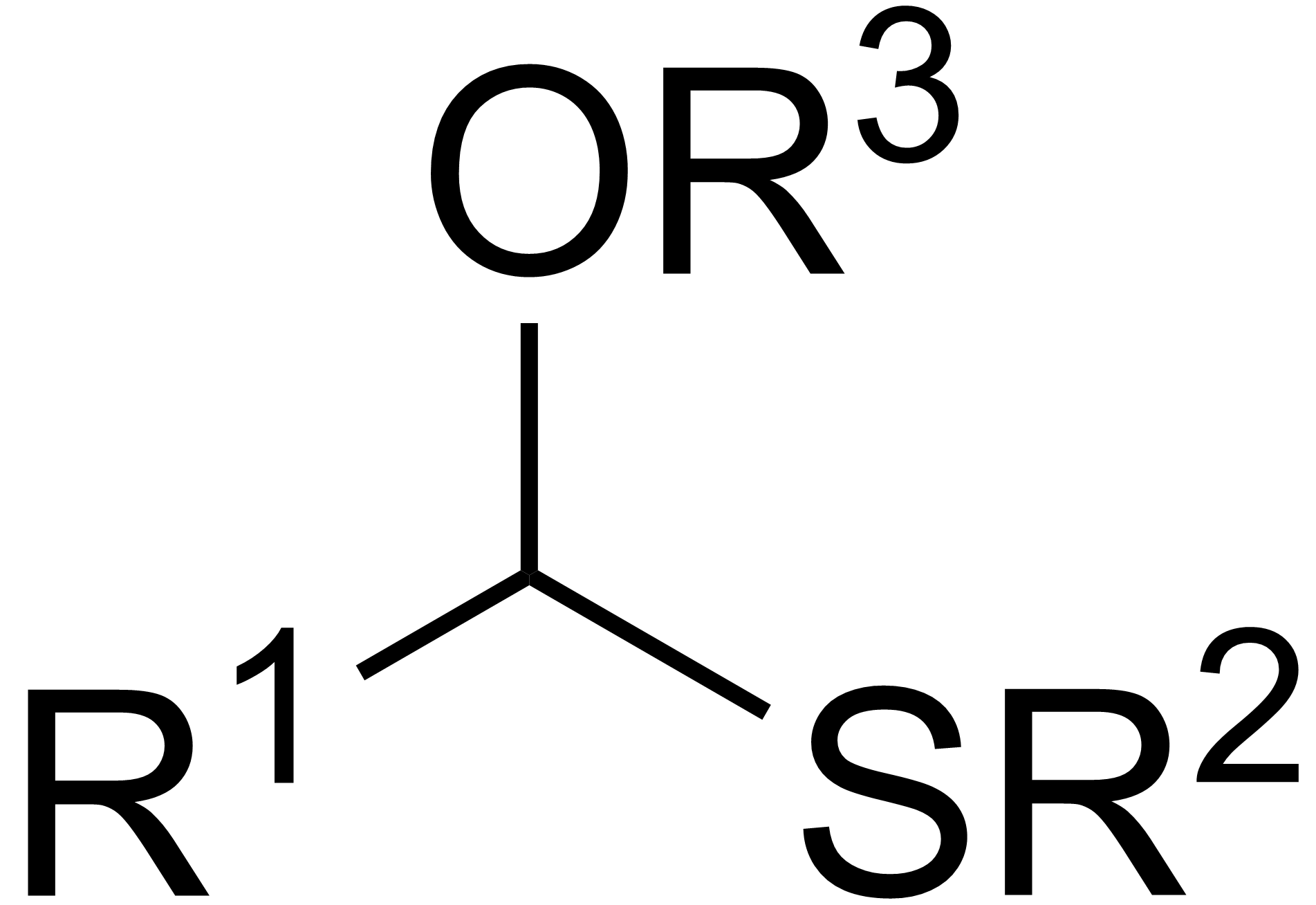
tioacetali
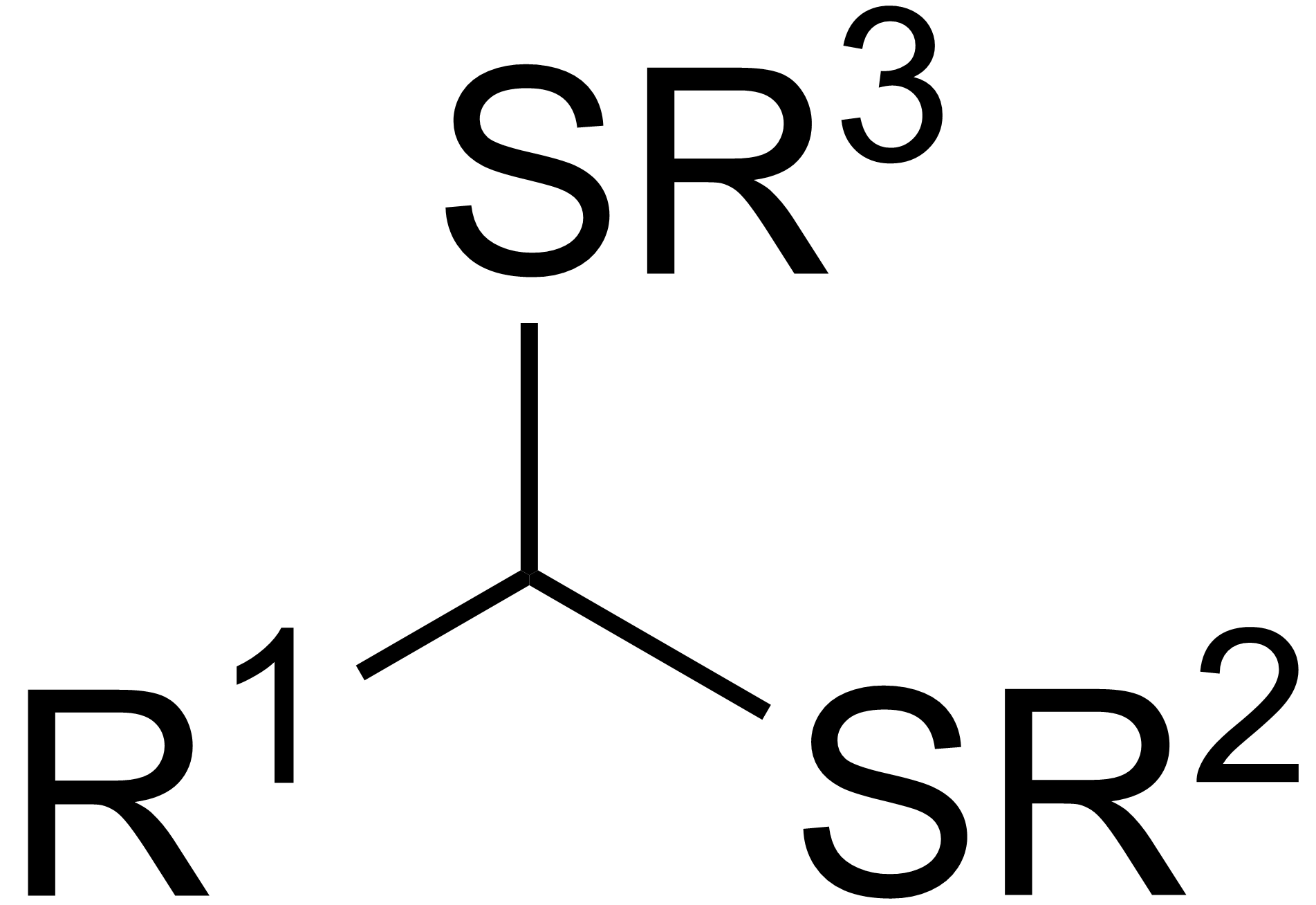
ditioacetali

Tioacetale – grupa siarkoorganicznych związków chemicznych, siarkowych analogów acetali.
Tioacetale dzielą się na:
- monotioacetale o wzorze ogólnym R2C(OR')(SR'),
  - monotioketale, gdy R ≠ H,
- ditioacetale o wzorze ogólnym R2C(SR')2,
  - ditioketale, gdy R ≠ H i R' ≠ H.